# Victoria Principal
Victoria Principal, nascida Victoria Ree Principale (Fukuoka, Japão, 3 de janeiro de 1950), é uma atriz, produtora, autora de livros e possui uma marca de produtos de beleza Principal Secret. Victoria é, possivelmente, mais conhecida pelo seu papel na série norte-americana de horário nobre Dallas, interpretando Pamela Ewing, entre 1978 e 1987.

## Primeiros anos
Victoria nasceu em Fukuoka, Japão, filha mais velha do sargento Victor Principal da Força Aérea dos Estados Unidos, na ocasião em que o militar se encontrava naquela cidade e naquele país. O seu nome é uma homenagem ao próprio pai. Os seus avós paternos eram imigrantes de Itália, de onde vem o inicialmente o sobrenome Principale. A sua mãe, Bertha Ree Veal, nasceu na cidade de Gordon, na Geórgia mas tinha ascendência inglesa. Viajavam frequentemente uma vez que o seu pai pertencia às Forças Armadas dos Estados Unidos, tendo vivido em Londres, Porto Rico, Flórida, Massachusetts, Geórgia, entre outros locais. Andou em 17 escolas diferentes, incluindo a Real Escola de Ballet, quando a sua família se encontrava em Inglaterra.
Sua carreira artística teve início aos cinco anos, quando fez seu primeiro comercial. Após concluir os seus estudos na South Date High School em 1968, na Flórida, entrou no colégio Miami Dade para seguir medicina. No entanto, meses antes de completar o seu primeiro ano de estudos, foi severamente ferida num acidente automóvel enquanto dirigia para casa, vinda da biblioteca. O outro condutor foi condenado por estar a conduzir sob efeito de alcool e cumpriu pena na cadeia. Victoria passou meses em recuperação enfrentando a ideia de ter que repetir novamente todo o seu primeiro ano. Após um sério período de introspeção, mudou drásticamente a sua vida ao mudar-se para Nova Iorque para seguir a carreira de atriz e, pouco tempo depois, para a Europa. Estudou na Real Academia de Arte Dramática em Londres, e depois em 1971, mudou-se para Los Angeles.

## Carreira

### Representação
Em 1970, Victoria mudou-se para Hollywood. Não tinha dinheiro, carro, agente e nenhuma experiência anterior em filmes ou em televisão além dos anúncios que havia feito em pequena. Manteve-se economicamente ao ensinar gamão, que aprendeu quando viveu em Londres, pois era um jogo que se estava a tornar popular entre muitos em Hollywood. Nove meses depois, Victoria já tinha um carro, um agente, ainda pouco dinheiro mas foi a uma audição onde ganhou o seu primeiro papel em filmes, protagonizando Maria Helena, amante mexicana, no filme de Paul Newman, The Life and Times of Judge Roy Bean (1972), tendo ficado nomeada para um Globo de Ouro de melhor atriz revelação do ano. Graças ao tipo de feedback que houve pela atuação de Victoria no filme, o papel foi alargado mais regularmente pelo escritor John Milius. Produtores, agentes e outros interessados começaram a aparecer na remota localidade de Benson, estado do Arizona. A maioria estava lá para convidar Victoria a assinar um contrato para um próximo filme. Nesta altura, Warren Cowman deslocou-se até onde se encontrava Victoria, apresentou-se, e ofereceu-se para passar a representá-la durante o ano seguinte sem custos adicionais. Victoria passou a ser cliente da conhecida agência Rogers&Cowan desde então. Havia chegado ao Arizona como uma completa desconhecida mas quando saiu de lá para Los Angeles, três meses depois, foi procurada por imensos paparazzi após aterrar no vôo comercial em que viajava.
A seguir apareceu no filme The Naked Ape (1973) com Johnny Crawford e apareceu nua na revista Playboy para promover o filme. O facto de o filme não ter tido êxito  desapontou-a.
Em 1974, foi escalada para participar no filme catástrofe Earthquake. Apesar do papel ter estado dividido entre três atrizes, Victoria ganhou o papel quando apareceu para a terceira audição com o seu longo cabelo castanho cortado, pintado de preto, e o colocado como uma carapinha. O produtor ficou espantado com a transformação arriscada de Victoria em querer assemelhar-se à personagem italiana, Rosa. Victoria conseguiu o papel nesse momento.
Continuou a atuar em filmes menos conhecidos como I will, I will... for now e Vigiliant Force, com Kris Kristofferson. Foi-lhe proposto um contrato com a Brute Productions mas decidiu parar a carreira de representação e tornar-se agente, tendo sido a sua profissão de 1975 a 1977. Em 1977, o produtor Aaron Spelling ofereceu-lhe um papel na série Fantasy Island, que aceitou de imediato. Pouco depois, em 1978, acabou por ter o seu papel mais conhecido, protagonizando Pamela Ewing na série de televisão de horário nobre Dallas. Em 1983, ganhou a nomeação do Globo de Ouro de Melhor Atriz em Série de Televisão pelo seu papel em Dallas. Após nove anos, Victoria sai de Dallas, em 1987. Esteve em vários telefilmes como Mistress, Blind Witness, Naked Lie, Sparks: The Price of Passion e Don't Touch My Daughter sendo que co-produziu alguns deles. Em 1994, apareceu num episódio da sitcom Home Improvement. Victoria regressou ás séries de horário nobre em 2000, noutra produção de horário nobre, a série da NBC Titans, de curta duração. Victoria recusou reviver o seu papel de Pamela Ewing na continuação de Dallas, iniciado em 2012.

### Empresária
Quando Victoria assinou o seu contrato com Dallas, ela retirou uma cláusula que daria à produtora o direito consentido e o lucro dos seus empreendimentos exteriores à série. Explicou: "Como resultado, é possível analisar em retrospetiva, que eu era a única pessoa do elenco que fazia anúncios, que fez filmes "da semana", que escreveu livros e toda essa produção pertence a mim. Mantive o controlo e a propriedade da minha imagem. Ninguém é dono de mim".
Quando saiu da série em 1987, iniciou a sua própria empresa de produção, Victoria Principal Productions, produzindo principalmente filmes para a televisão. Em meados dos anos '80, interessou-se por terapias de beleza e em 1989 criou a sua própria linha de produtos de beleza para a pele, a Principal Secret, de natureza vegan e para pessoas sensíveis ao glúten. Alegadamente, uma das poucas linhas de beleza com este tipo de cuidados. Em agosto de 2013, o CEO da Guthy Renker revelou ao Women's Wear Daily que a linha de beleza de Victoria Principal, o Principal Secret, arrecadou mais de 1.5 biliões de dólares até à data, um aumento de mais de um bilião de dólares do que o rendimento de 2007.
Em 1993, Victoria recebeu uma licenciatura honorária em direito pela Universidade do Ocidente de Los Angeles. Em 1995, foi nomeada "Empresária do Entretenimento do Ano" pela National Association of Women Business Owners. Em 2004, recebeu uma licenciatura honorária da Universidade Drexel e fez o discurso de formatura. Em 1999, Victoria tornou-se a mais jovem mulher a ser beneficiária do Genii Lifetime Achievement Award para mulheres na televisão. Em 2003, Victoria tornou-se membro da Society of Cosmetic Chemists. Em janeiro de 2011, Victoria lançou uma linha de joalharia chamada Keys & Hearts disponível no mesmo site que a sua linha de beleza, a Principal Secret. Tornou-se uma autora de best-sellers ao escrever três livros sobre beleza, cuidados com a pele e saúde: The Body Principal (1983), The Beauty Principal (1984) e The Diet Principal (1987). Publicou um quarto livro, o Living Principal (2001). Após doze semanas na New York Times Best Seller List, na categoria generalista não-ficcional, o The Body Principal foi o primeiro best seller número um da Lista "Advice, How-To, and Miscellaneous" quando esta foi criada, a 1 de janeiro de 1984.

## Vida pessoal
Victoria conheceu Christopher Skinner em 1978 quando este teve um pequeno papel em Dallas. Pouco depois, casaram-se mas e divorciou-se pouco depois, em 1980. Namorou o ídolo de adolescência Andy Gibb após o conhecer no The John Davidson Show, em 1981. Os dois rapidamente criaram uma ligação e ela cantou em dueto com Gibb. Um ano mais tarde, acabou por lhe dar um ultimatum: "Escolhe-me a mim ou às drogas". Victoria terminou com Gibb em março de 1982.
Victoria casou-se com o cirurgião plástico de Berverly Hills, Dr. Harry Glassman em 22 de junho de 1985. O casal divorciou-se em 27 de dezembro de 2006, com uma afirmação de Victoria: "Tivemos uma bonita relação por mais de 20 anos". Mais tarde mudou-se para Malibu, Califórnia. Tem casas em Big Sur (Califórnia) e na Suíça.
Em 2006, Victoria formou uma organização de caridade para ajudar a subsidiar o movimento ambientalista, de que faz parte desde 1978. Em 2007, foi reportado que Victoria treinava para o seu vôo reservado, no vôo comercial espacial de Richard Branson. Victoria disse: "Ir ao Espaço preenche muitos dos meus desejos de ver o planeta, viajar rápido, ir onde muito poucas pessoas já foram - e voltar, eu espero!". Victoria e Branson juntaram-se numa conferência de imprensa internacional no estado do Novo México onde o centro espacial está a ser construído. Em 2012, Victoria retirou-se reservadamente do programa.
Segundo se sabe, Victoria Principal pratica uma alimentação vegana,

### Filantropia
Victoria forneceu assistência àqueles que precisavam de ajuda após os graves incêndios da Califórnia em 2008. A 2 de junho de 2010, doou 200 mil dólares para o esforço de limpar a região da Costa do Golfo. As suas doações uniram dois grandes grupos ambientalistas e sem fins lucrativos, a Oceana e a Natural Resources Defense Council (NRDC), trabalhando em conjunto na limpeza.
Em 2003, uma Palm Springs Walk of Stars foi-lhe dedicada, em Palm Strings (Califórnia).
Victoria apareceu conjuntamente com outras celebridades, a 21 de junho de 2010, no telethon da CNN patrocinado por Larry King no apoio à região da Costa do Golfo por ocasião de um grave incidente, a explosão de uma exploração petrolífera de alto mar, ocorrida a 20 de abril desse mesmo ano. Victoria esteve no painel com Larry King, respondeu a telefonemas e falou com os doadores durante as duas horas do programa. O telethon arrecadou mais de 1,8 milhões de dólares. Victoria foi homenageada na abertura do Legacy Park, em Malibu, a 2 de outubro de 2010. Foi membro fundador do parque em 2004 e foi homenageada pela ocasião da sua abertura por ter ajudado a obter o parque com 15 hectares, da Pacific Coast Highway. Após um período de doze anos, serviu como Presidente Honorária da Arthritis Foundation e Embaixadora do Governo. É co-presidente da Victory Over Violence e da LA County Domestic Violence Council Community Advisory Board. A Community Advisory Board é uma coligação de representantes da indústria do entretenimento, negócios, governo e comunidade que se uniram com o propósito de aumentar a sensibilidade social relativamente às questões de violência doméstica, aumentar os lugares de abrigo e os próprios recursos das vítimas.
A 13 de dezembro de 2011, foi anunciado que Victoria doou uma quantia substancial para a Oceana e para a NRDC para bloquear a expansão das perfurações em alto mar no Golfo do México e no Oceano Ártico, temendo que tal atividade levasse a outro desastroso derrame de petróleo. A 20 de dezembro de 2011, a The Giving Back Fund nomeou Victoria como uma das Celebridades Top 30 em Doações de Caridade para 2011.
Em 2012, Victoria financiou e participou numa campanha online com a NRDC num esforço para bloquear uma explosão de grande velocidade pela costa da Califórnia, para prevenir a morte de centenas de mamíferos marinhos e demais vida marinha. Em 2012, Victoria também financiou, através do Tree People, a criação de um sistema de alarme de incêndios móvel para a área de Los Angeles.
Em 2013 este sistema foi terminado e implantado, o primeiro do género no estado da Califórnia. Em 2013, Victoria financiou um anúncio para sensibilizar para a condição das crias de leões-marinhos, chegados às praias da costa da Califórnia e providenciou fundos para a Wildlife Org. para o seu resgate e reabilitação. Em 2013, após o mortal tornado no estado de Oklahoma, Victoria financiou a famosa Red Star Rescue Team da American Humane Association para ajudar a encontrar, salvar e providenciar abrigo para os animais desaparecidos ou feridos, com o objetivo final de os reunir com as respetivas famílias. Em agosto de 2013, Victoria financiou em colaboração com a Tree People, um novo sistema móvel que permite aos cidadãos participar na prevenção crítica de incêndios via texto.

## Trabalhos

### Cinema
| Ano  | Título                                  | Papel             | Notas                                                     |
| ---- | --------------------------------------- | ----------------- | --------------------------------------------------------- |
| 1972 | The Life and Times of Judge Roy Bean    | Maria Elena       | Nomeação - Globo de Ouro de melhor atriz revelação do ano |
| 1973 | The Naked Ape                           | Cathy             |                                                           |
| 1974 | Earthquake                              | Rosa              |                                                           |
| 1976 | I Will, I Will...for Now                | Jackie Martin     |                                                           |
| 1976 | Vigilante Force                         | Linda Christopher |                                                           |
| 1998 | Michael Kael vs. the World News Company | Leila Parker      |                                                           |

### Televisão
| Ano       | Título                                          | Papel                            | Notas |
| --------- | ----------------------------------------------- | -------------------------------- | --- |
| 1973      | Love, American Style                            | Valerie Stephens                 | 2 episódios |
| 1973      | Love Story                                      | Karen                            | Episódio: "When the Girls Came Out to Play" |
| 1974      | Banacek                                         | Brooke Collins                   | Episódio: "Fly Me- If You Can Find Me" |
| 1975      | Last Hours Before Morning                       | Yolanda Marquez                  | Telefilme |
| 1977      | Fantasy Island                                  | Michelle                         | Episódio-piloto |
| 1977      | The Night They Took Miss Beautiful              | Reba Bar Lev                     | Telefilme |
| 1978–1987 | Dallas                                          | Pamela Jeane Barnes Haynes-Ewing | Elenco principal, 251 episódios Nomeação - Globo de Ouro de melhor atriz em série dramática (1983) Nomeação - Prémio Soap Opera Digest para Atriz Marcante num Papel Principal em série de Horário Nobre (1986) Nomeação - Prémio Soap Opera Digest para Super Casal Favorito: Horário Nobre (1988) |
| 1979      | Greatest Heroes of the Bible                    | Queen Esther                     | Episódio: "The Story of Esther" |
| 1979      | Hawaii Five-O                                   | Dolores Kent Sandover            | Episódio: "The Year of the Horse" |
| 1980      | Pleasure Palace                                 | Patti Flynn                      | Telefilme |
| 1982      | Not Just Another Affair                         | Dr. Diana Dawson                 | Telefilme |
| 1982      | Fridays                                         | A própria                        | Programa de comédia em direto na televisão. Estação ABC |
| 1987      | Mistress                                        | Rae Colton                       | Telefilme |
| 1989      | Naked Lie                                       | Joanne Dawson                    | Telefilme |
| 1989      | Blind Witness (film)                            | Maggie Kemlich                   | Telefilme |
| 1990      | Sparks: The Price of Passion                    | Patricia Sparks                  | Telefilme |
| 1991      | Don't Touch My Daughter                         | Linda                            | Telefilme |
| 1992      | The Burden of Proof                             | Margy Allison                    | Telefilme |
| 1992      | Seduction: Three Tales from the 'Inner Sanctum' | Patty/Sylvia                     | Telefilme |
| 1993      | River of Rage: The Taking of Maggie Keene       | Maggie Keene                     | Telefilme |
| 1994      | Beyond Obsession                                | Eleanor DiCarlo                  | Telefilme |
| 1994      | Home Improvement                                | Les Thompson                     | Episódio: "Swing Time" |
| 1995      | Dancing in the Dark                             | Anna Forbes                      | Telefilme |
| 1996      | The Abduction                                   | Kate Finley                      | Telefilme |
| 1997      | Love in Another Town                            | Maggie Sorrell                   | Telefilme |
| 1999      | Tracey Takes On...                              | A própria                        | Episódio: "Tracey Takes On... Erotica" |
| 1999      | Just Shoot Me!                                  | Roberta                          | Episódio: "Love Is in the Air" |
| 1999-2001 | Jack & Jill                                     | Mrs. Cecilia Barrett             | 3 episódios |
| 1999-2000 | Family Guy                                      | Pamela Barnes Ewing              | Apareceu novamente em 2000, como 'Dra. Amanda Rebecca' |
| 2000      | Providence                                      | Donna Tupperman                  | 3 episódios |
| 2000      | The Practice                                    | Courtney Hansen                  | Episódio: "Black Widows" |
| 2000-2001 | Titans                                          | Gwen Williams                    | Elenco principal, 13 episódios |

## Livros
- The Body Principal. New York: Simon and Schuster, 1983. ISBN 0-671-46684-4.
- The Beauty Principal. New York: Simon and Schuster, 1984. ISBN 0-671-49643-3.
- The Diet Principal. New York: Simon and Schuster, 1987. ISBN 0-671-53082-8.
- Living Principal: Looking and Feeling your Best at Every Age. New York: Villard, 2001. ISBN 0-375-50488-5.

## Fonte
- IMDB
- www.victoriaprincipal.com